# Mediophyceae
Mediophyceae, razred alga kremenjašica opisan 1878.; dio je poddivizije Bacillariophytina. Sastoji se od četiri podrazreda s 1 564 vrsta

## Podrazredi
1. Biddulphiophycidae Round & R.M.Crawford, 1990
2. Chaetocerotophycidae Round & R.M.Crawford, 1990
3. Cymatosirophycidae Round & R.M.Crawford in Round & al., 1990
4. Thalassiosirophycidae Round & R.M.Crawford

## Drugi projekti
|  | Zajednički poslužitelj ima još gradiva o temi Mediophyceae |
|  | Wikivrste imaju podatke o taksonu Mediophyceae             |